# Ourantes
Ourantes (llamada oficialmente San Xoán de Ourantes) es una parroquia y un lugar del municipio español de Pungín, en la provincia de Orense, Galicia.

## Toponimia
La parroquia también es conocida por el nombre de San Juan de Ourantes.

## Organización territorial
La parroquia está formada por seis entidades de población, constando cinco de ellas en el nomenclátor del Instituto Nacional de Estadística español: 
- A Eirexa
- Ourantes
- Rubiás
- Santomé (San Tomé)
- Ventosela
- Vilar

## Demografía

### Parroquia
| Gráfica de evolución demográfica de Ourantes (parroquia) entre 2000 y 2023 |
|                                                                            |
| Datos según el nomenclátor publicado por el INE.                           |

### Lugar
| Gráfica de evolución demográfica de Ourantes (lugar) entre 2000 y 2023 |
|                                                                        |
| Datos según el nomenclátor publicado por el INE.                       |